# Ehrenfriedhof Lohrer Wald

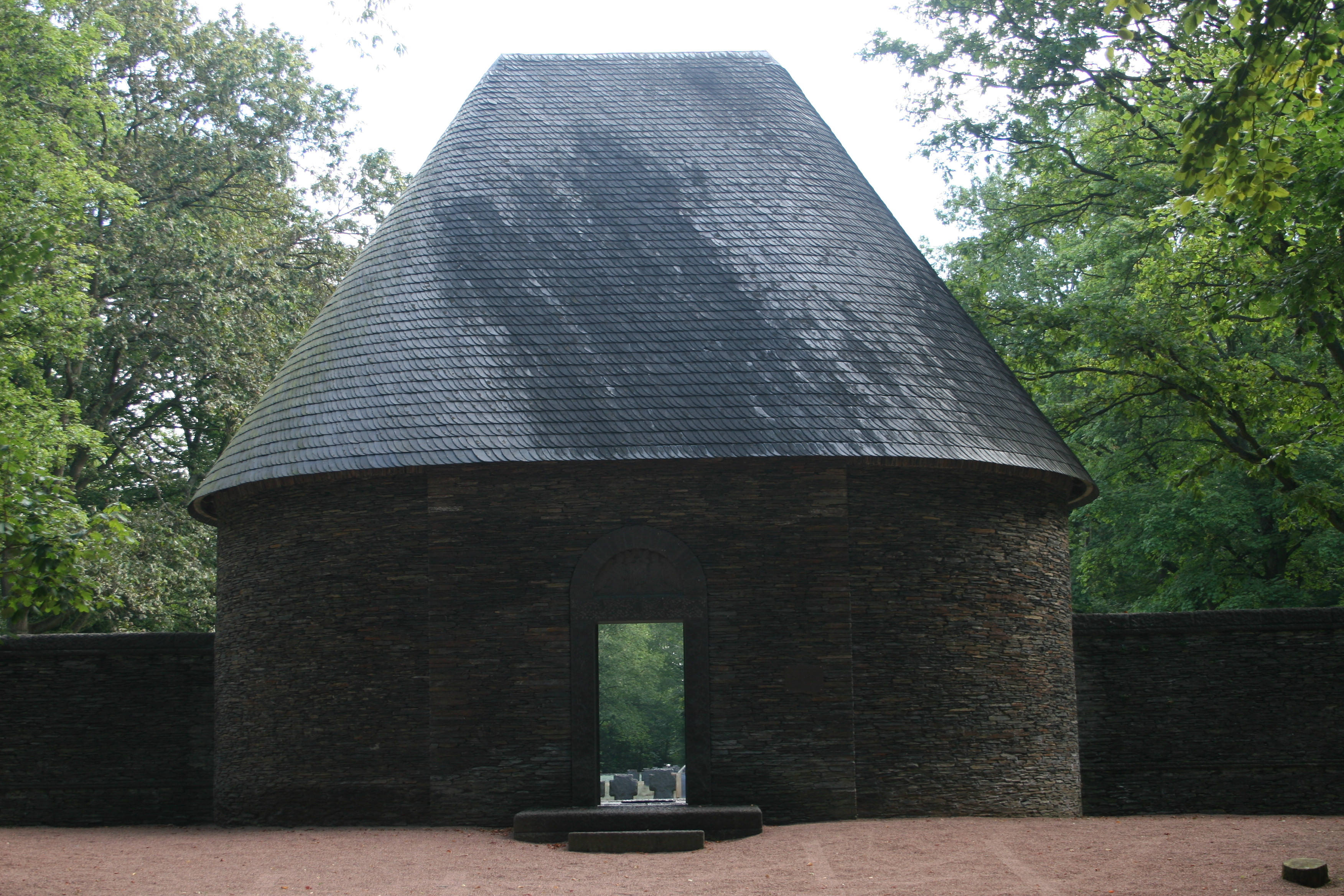
Eingangshalle des Ehrenfriedhofs

Der Ehrenfriedhof Lohrer Wald ist eine deutsche Kriegsgräberstätte bei der rheinland-pfälzischen Stadt Bad Kreuznach.
Er wurde in den Jahren 1951 bis 1953 im Auftrag des Volksbundes Deutsche Kriegsgräberfürsorge mitten im Lohrer Wald angelegt. Insgesamt 2.264 Kriegstote insbesondere der Rheinwiesenlager in Bretzenheim und Bad Kreuznach wurden nach Umbettung vom Lagerfriedhof Galgenberg und anderen vorläufigen Begräbnisstätten auf dem Ehrenfriedhof bestattet.
Das Friedhofsgelände wurde nach Plänen des Münchener Architekten Robert Tischler gestaltet. Auf einem parkartig angelegten Gräberfeld befinden sich gedrungene Sandsteinkreuze. Es wird von einer Schiefermauer mit offener Eingangshalle in klassizistischen und Heimatstil-Motiven gefasst.
Die Anlage ist als Denkmalzone ausgewiesen.